# Épieds, Aisne
Épieds là một xã ở tỉnh Aisne, vùng Hauts-de-France thuộc miền bắc nước Pháp.